# Часовня-ризница Иверской иконы Божией Матери
Часо́вня-ри́зница И́верской ико́ны Бо́жией Ма́тери — часть комплекса храма Воскресения Христова (Спаса на Крови) в Санкт-Петербурге. Памятник русской церковной архитектуры начала XX века.

## История

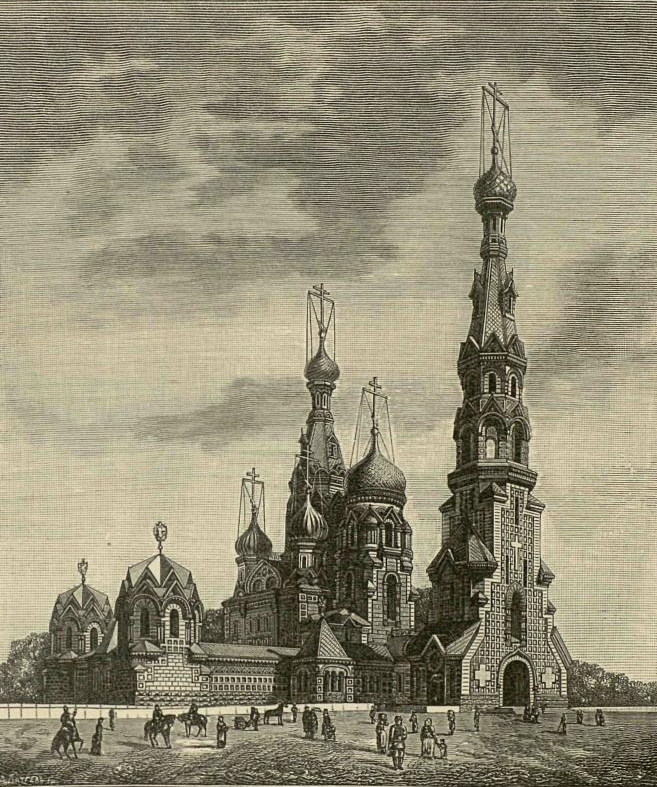
Проект архимандрита Игнатия

Похожие по исполнению на будущую часовню объекты можно видеть в проекте Спаса на Крови архимандрита Игнатия, созданном в 1883 году. По этому замыслу часовен должно было быть две и они являют собой угловые башенки на ограде храма. Данный проект был значительно изменён архитектором Альфредом Парландом, после чего утверждён в 1887 году. В конечном проекте часовня одна и является отдельно стоящей постройкой.
Часовня храма Воскресения Христова была завершена в 1907 году, и 10 мая (27 апреля) 1908 года освящена митрополитом Санкт-Петербургским и Ладожским Антонием во имя Иверской иконы Божией матери. Часовня-ризница использовалась для хранения икон (среди прочих «Распятие», авторство которого приписывалось Боровиковскому) и прочих даров, поднесённых в память о кончине Александра II. Кроме того, там также были собраны некоторые архивные материалы, посвящённые строительству собора.
В годы Советской власти часовня не функционировала по прямому назначению и использовалась под различные хозяйственные нужды. Были утрачены некоторые элементы убранства: в частности, мозаичная Иверская икона, находившаяся на восточной стене; а также хризма, венчавшая здание вместо креста.
В 1996 году часовня была впервые отреставрирована. Была восстановлена мозаичная икона Спаса Нерукотворного, располагавшаяся над входом в часовню.
В 2005 году по архивным фотографиям была воссоздана хризма, венчающая часовню.
Ныне часовня-ризница используется в выставочных целях. Как часть комплекса Спаса на Крови, признана памятником истории и культуры федерального значения.

## Архитектура и убранство
Часовня представляет собой прямоугольное одноэтажное здание, увенчанное большим куполом. Купол в плане являет собой восьмерик. Его завершение напоминает шатёр, однако выполнено в иных пропорциях и по высоте меньше барабана. Венчает данную конструкцию хризма, представляющая собой греческие буквы «хи», «ро», «альфу» и «омегу», вписанные в круг.
Во внешней отделке использован кирпич. Украшениями служат изразцы и мозаичные иконы.
Часовню окружает ограда, выполненная аналогично той, что отделяет Спас на Крови от Михайловского сада.

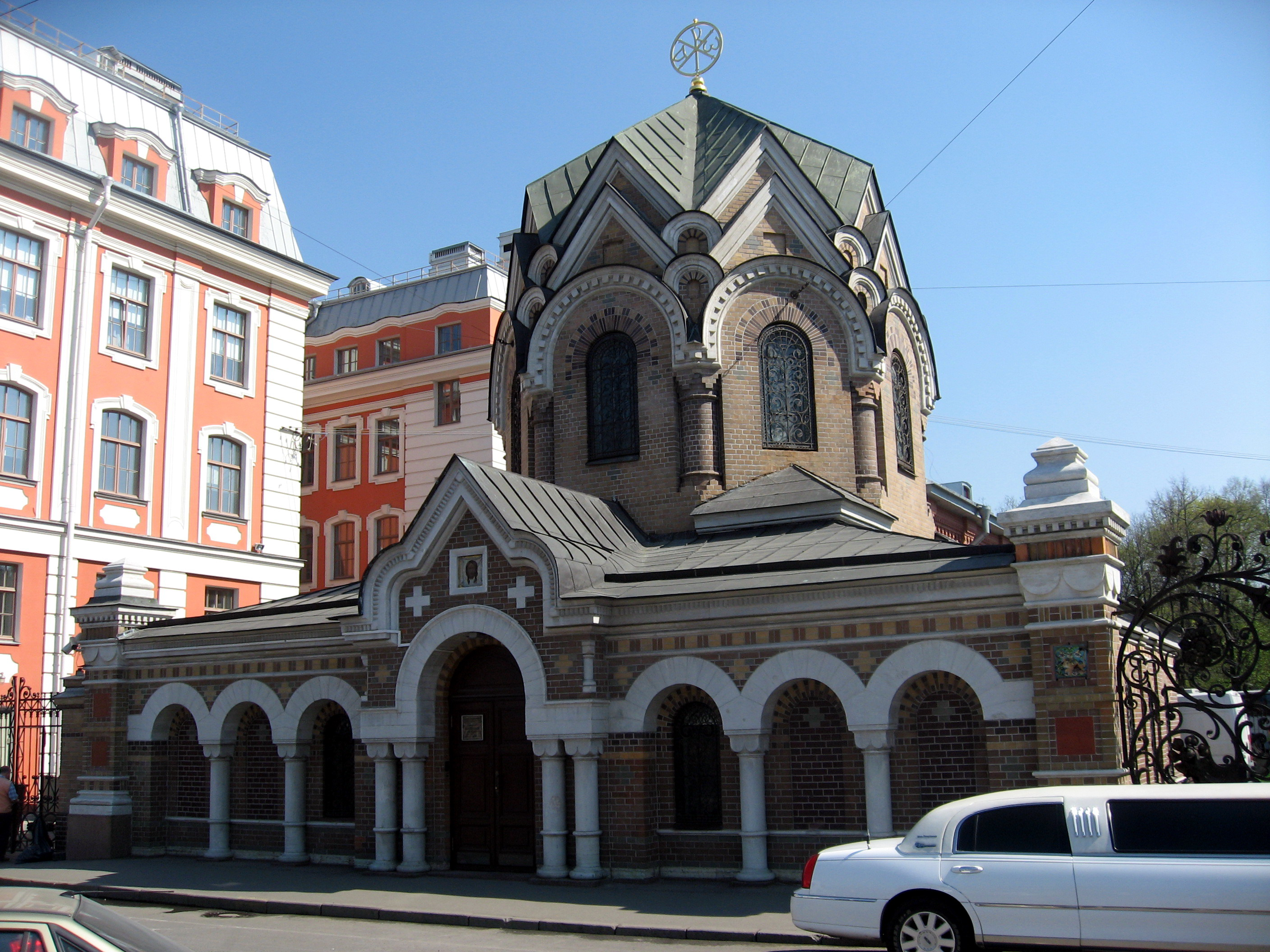
Западная сторона
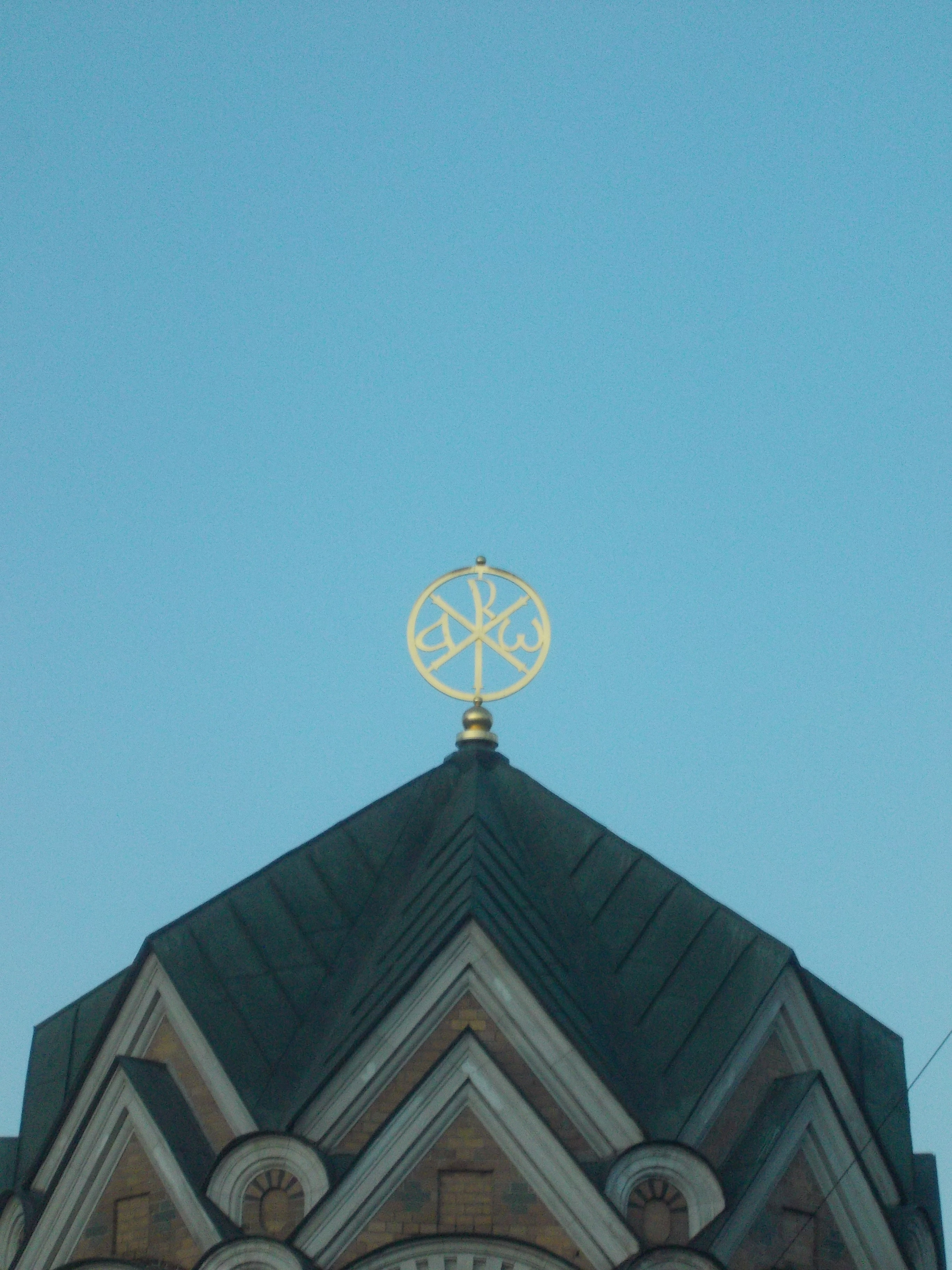
Хризма на часовне